# 秋山駿 (龍が如くシリーズ)
秋山 駿（あきやま しゅん）は、セガのアクションゲーム『龍が如く』シリーズに登場する架空の人物。同シリーズの主人公の一人。
担当声優は山寺宏一。

## 概要
神室町の消費者金融である「スカイファイナンス」の代表取締役で、キャバクラである「エリーゼ」のオーナー。
服装はワインレッドに白ストライプのジャケットに黒のシャツやスラックスをラフに着用し、小物としてきらびやかさが際立つ金のコインネックレスと腕時計（『5』では花にプレゼントされたガガミラノ）を身に着けるなど所謂ちょいワルと呼べる装いをしている。特定の状況下では礼服やホームレスの服を着用した事があるが、一貫してノータイを貫いている。
普段は冗談を交えて陽気に振舞ったりと気さくで、そうした性格も相まって神室町ではかなり顔が広く、コンビニや飲食店の店長からホームレスに至るまで様々な人間に知られている。一方で、金銭には特別な思い入れがあるため金銭を軽んじたり、あるいは弄んだりする者（例として、贋金を作ったり札束風呂に入るため金を借りた人物）には厳しい対応を取ることがある。また、自分の立場を利用して好き勝手振る舞う人物にも「胸糞悪い」と怒りを露わにし、ヤクザからの脅しに対しても堂々と「素人（堅気）を舐めんなよ」と言ってのけるなど、強心臓かつ正義感溢れた人物でもある。一方、花に対しては全く頭が上がらず、スカイファイナンスの経営は彼女無しには成り立たない（実際、自分一人では事務所の環境すらも杜撰になってしまう）。そのため、苦労をかけている彼女に何度も埋め合わせをしていたり、顧客相手につい情けをかけてしまった事で「花ちゃんに怒られる」と呟いたりしている。花には尻に敷かれたような態度しか取れず、彼女に対して声を荒げたのは、昔捨てられた恋人の悪口を言われた時の一度きりである。
金融屋としての仕事は、誰でも簡単に貸すわけではなく「自身の課したテストに合格すれば無利子無担保で融資する」というもので、これは融資相手が「本気で人生を変える気があるのか」を見るためであり、融資額が高ければ高いほどにテストは難しくなる。しかし、「無利子無担保でどんな相手にも融資」という点だけがデマになって広まったことで「神室町の駆け込み寺」などと呼ばれ、同業者から危険視・敵視されている。副業的に行っているキャバクラの経営も手は抜いておらず、店が経営難に陥った時には自ら率先してスカウトやキャストの指導などを行う。
戦闘スタイルは華麗な足技を武器としているが、まともにトレーニングした経験はなく、後述のホームレス時代の一件の際に新井が見せた足技を天性のセンスによってアレンジした我流。掴みや敵ダウン時、自身ダウン時に挑発を行えるのも特徴である。また、公式サイトの「スピードスター」の異名通り、全主人公の中では最も機動力が高く、攻撃力はやや低めなものの、豊富な手数でカバーする事が可能である。固有の絶技である「エアストライク」は敵を強烈なキックで打ち上げ、身動きが取れなくなったところを華麗な蹴りを連続で叩き込む強力な技であるが、敵によってはキックで打ち上げられなかったり打ち上げても直後に受け身を取られてしまうなどの欠点もある。
外伝作品である『OF THE END』では「マケドニアシューター」と名付けられた二丁拳銃を手にゾンビたちと交戦するが、この銃は武器のカテゴリがハンドガンにあたるために弾薬に限りはなく、二丁に持つことにより連射力アップと共に広範囲に敵を捉えることが可能である。
『クロヒョウ』シリーズにも飲食店や風営店の客としてカメオ出演という形で登場している。
横山昌義曰く、山寺が演じることを前提として生み出されたキャラクターであり、イメージは山寺が過去に演じた『新世紀エヴァンゲリオン』の加持リョウジと『カウボーイビバップ』のスパイク・スピーゲルを参考にしている。

## 劇中での活躍

### 本シリーズ
回想での主な出来事
2005年（当時27歳）に勤めていた東都銀行で所属していた部署の主任で、東都大学法学部時代の先輩である矢守彰彦（『5』に登場する）に身に覚えのない横領の罪を着せられて退職に追い込まれ、後述するリリに似ている恋人の「絵里」を取られる。その後は潔白を証明すべく財産を切り崩して再起を図ろうとするも失敗が続き、ホームレスにまで身を落とす。その後、錦山彰が神宮京平との自爆によって100億円が宙に舞い、落ちてきたうちの約100万円を拾い上げ（この件で桐生一馬に恩義を感じている）、一時はホームレス狩りによってその金を奪われるものの、偶然通りかかった新井弘明によって取り返してもらい、以後は友人関係になる。その後は銀行員時代の経験や知識、運を味方につけることで復活を果たし、消費者金融である「スカイファイナンス」を起業して東都銀行時代の後輩である花を秘書に迎え、彼女の手助けもあって神室町の駆け込み寺と呼ばれるまでに成長する（『4』）。

#### 龍が如く4 伝説を継ぐもの
2010年3月1日（当時32歳）、集金の見回りの最中にキャバクラで暴れていた上野誠和会の二人の片割れである伊原勝をかつての恩人である新井が殺害したところを目撃し、現場に居合わせたことで一時拘留されるが、花の証言によって翌日に釈放され、後に秋山自身の運命を大きく変えていくことになるリリと出会い、一億の融資を頼みにきた彼女を積極的に支援し、条件を達成した彼女に「恋」をしている事を告白した後は一億を渡す（これが原因で花は事務所を退職する）。その後は自身が経営するキャバクラである「エリーゼ」で出会った真島吾朗からリリの詳細を知り、彼女の一億を返却しにきた刑事である谷村正義と協力関係になって勘違いから桐生と激突（後に和解している）し、後に冴島靖子（リリ）の死や協力関係であった城戸武の裏切りを知って落ち込んでいたが、桐生や冴島大河の決断を聞いたことで全ての陰謀を暴く策を提案した後にそれに誘き寄せられつつも己の正義のために1000億を手に入れようとした新井と対決し、足技による死闘の末に勝利する。その後、真の黒幕である宗像征四郎に隙を突かれて銃撃されるも上着に入れていた札束が銃弾を止めたことで九死に一生を得た。事件後は花が復職し、ほぼ元通りの日々が戻った。

#### 龍が如く5 夢、叶えし者
2011年（当時33歳）に大阪の芸能事務所「ダイナチェア」の社長である朴美麗から沖縄で出会った自身の夢を託せる少女である澤村遥がメジャーデビューすると信じてその舞台として日本ドームでのコンサートを開催させる費用となる3億円の融資を依頼され、テストした後は彼女の夢に対する覚悟を知ったことで今回限りで芸能関係の仕事から足を洗うことを条件に3億円を融資する。その後、2012年12月（当時34歳）には新規事業のために大阪の「蒼天堀」を訪れるが、某日の深夜に自身の債務者である朴の悲報を機に事件の渦中に巻き込まれることになり、更には事件の背後に権力の存在を感じてその真相を探る最中に遥と運命的な再会を果たし、自身の「夢」と遥の「夢」のために欲望渦巻く芸能界に遥と共に挑むことになる。その後は朴を殺した犯人が遥の元ダンストレーナーの荻田冠である事を知るが、その荻田も逢坂興業の金井嘉門に殺されてしまい、後に逢坂興業会長である勝矢直樹の電話で新大阪駅に呼び出された遥を助ける為に金井と激突し、勝利する。その後、遥と共に神室町に戻り、そこで出会った品田辰雄と桐生や冴島との再会を通じて、金井を裏で操っていた黒澤翼の一派が東城会と神室町を狙っていることを知り、仲間たちと共に守ることを決意する。その後は黒澤一派と敵対する中で、桐生を東城会本部に向かわせ、自身は再び金井と激突し、死闘の末に勝利して金井との戦いに決着をつける。事件後は神室町を救い、全国の極道に頭を下げられたが、「あんまりいいもんじゃないね」と恐縮した。

#### 龍が如く6 命の詩。
黒澤一派との死闘の後、大怪我を負った桐生を見舞った際に、コンサート会場で桐生との関係を公表した遥に対して、スキャンダルになることは避けられないとして「桐生さんと一緒に暮らすには覚悟がいるよ」と忠告した上で、「君らならきっと大丈夫」と激励の言葉を送った。その後は2015年12月（当時37歳）にホームレス達と酒盛りをしていた最中に亜細亜街の火事を目撃し、それを機に神室町に進出してきた中国マフィアの「祭汪会」に目を付けられた事で彼らを欺くために事業を休業状態にして（花も里に返す）ホームレスとなり、しばらく下水道に隠れる。その後、2016年12月（当時38歳）には隠れ家で失踪した遥を探して神室町に来た桐生と再会し、桐生の後をつけてきた祭汪会幹部のエドと手下達を桐生と共に撃退するが、直後に遥が事故に遭ったことを桐生と共に知り、彼女が搬送された病院を訪れる。その後は遥の子供であるハルトの存在を知り、真相を知ろうとハルトを連れて広島の尾道仁涯町に行くという桐生の考えに対して誰かに預けた方が良いと提案したが、そのために意見が割れてしまい、桐生と拳を交えた末に押し切られる。その後、桐生が再び神室町に戻ってきた際は桐生のために祭汪会の情報を集めることに奔走し、エドがいる中華料理屋に桐生や広瀬一家の若頭である南雲剛、若衆である宇佐美勇太（後にハルトの父親と判明）と共に乗り込み、そこで桐生と共闘した。また、事件の黒幕の一人で亜細亜街の火事を引き起こした東城会六代目会長代行の菅井のいるミレニアムタワーへ桐生と広瀬一家の面々が殴り込みに向かう際にも菅井に荒らされた神室町の「返し」と称して神室町の住人代表として同行し、桐生の手助けをした。事件後はスカイファイナンスの営業を再開させ、その事を伊達に知らせた際に疑問に思っていた桐生の死が本当であるかを確認するが、真実を知る伊達からはシラを切られてしまい、それでも何かあると勘付きつつも敢えて引き下がり、最後に「いつか本当のことを聞かせてもらいますよ」と言い残して去った。

#### 龍が如く8
桐生のエンディングノートで登場する。桐生が死んだと聞かされて以降も、桐生の死に疑問を持っており、伊達と会うたびに問いただすも真実を教えてもらえずにいたが、「あの人は簡単に死ぬようなタマじゃない」と桐生の生存を信じ続けていた。桐生と伊達が、横浜・伊勢左木異人町スナック街のハーバー・ライトで会話中、違和感を感じ外を伺うと、白面をつけた集団に襲われたがこれを撃退。後ろを振り向くと秋山がいた。近江連合・東城会の大解散後、神室町から姿を消し消息が分からなくなっていたが、桐生について何か知っていると悟った秋山は、密かに神室町の友人に伊達の監視を依頼。頻繁に横浜へ行ってる事を知るや否や急遽帰国し、横浜流氓の中でも金さえ払えばどんな仕事でも請け負うという白面を雇い、伊達が足重に通うと言われた店に向かわせ、2人を襲わせた。大解散告知のきっかけともなった渡瀬の出所祝いに桐生一馬らしき人物が現れたと聞き、ほとぼりが冷め現れたと思うもそれ以降は音沙汰無し。ホームレスにまで落ちぶれた自分が立ち直るきっかけを与え人生のやり直しができたこと、どんな敵でもたった一人で戦う姿勢や共に何度も修羅場を潜り抜けてきたことで、桐生や伊達が思っている以上に秋山にとって特別な存在になっており、どんな手段を使ってでも生存を確かめようとしていた。それでも秘密を明かされずにいたことで部外者扱いされた事に怒りを覚え、伊達と桐生を殴りつける。諦めがついた桐生と伊達により、それまでの顛末を知ることになった。自身は「惚れた女を追って海外を転々としていた」と言いつつも、本当は近江連合・東城会大解散の一連の騒動により、グレーゾーンが多い金を持つ身の上に危険を感じ、世界中に分散させるためシンガポールを始め世界を転々としながら守り抜いていたとのことだが、真意を語ることはなかった。その一方で伊達の普段とは違う行動を知り、桐生の生存を確かめる為、今回の白面嗾けを実行したが、戦いぶりを見て桐生生存が確たるものだと知ることになった。最後に伊達が一番望んだ、桐生が遥とハルトに会うと言う目的に協力する形で、2人を神室町に呼び出しニューセレナで待っていたが、遥の真意と本音を知り何も言えず、そこに桐生が現れることもなく、それ以降、秋山と対面することもなかった。

#### 龍が如く ONLINE
当時40歳。桐生が去った後、神室町は近江連合に支配されてかつての神室町を取り戻すためにスカイファイナンスを畳み、近江連合に対するレジスタンスとして活動する。そんな折に荒川組の元組員である春日一番に目をつけ、協力を申し出る。

### 外伝シリーズ

#### 龍が如く OF THE END
2011年4月1日（当時33歳）に花と金の取り立てに向かう途中で暴力団事務所のゾンビ襲撃現場に出くわし、困惑しながらも花を逃がすため拾った拳銃でゾンビを射殺した。その後、花が高熱を出したために薬をもらいに柄本医院に向かうが、隔離壁によって立ち往生し、その時に真島組構成員の長濱友昭と出会い、隔離エリアの外へ案内してもらう。薬の調達後は度重なるゾンビからの襲撃に立ち向かいつつも花を救出し、その際に交戦した後に射殺した実験体アラハバキが人によって造られた形跡があることを見つけ、アラハバキの情報を得るためにサイの花屋の元へ向かうが、そこで遥を探しにきた桐生と再会し、今回のゾンビ事件の黒幕が武器商人のDDであることを知る。その後は桐生や自衛隊員である浅木美涼と共に賽の河原に襲撃にきたゾンビと実験体バサンを倒し、賽の河原に戻った後は桐生と郷田龍司がミレニアムタワーに向かっていることを知ると自身もそこに向かう。その後、逃走しようとするDDのヘリコプターを操縦し、彼がハシゴに捕まった後でヘリから屋上に飛び降りてDDに止めを刺した。事件終結後はスカイファイナンスを営業再開するが、相も変わらずに仕事をサボっており、花に怒鳴られるなどのいつも通りの平穏な生活を送る。

## その他の出演作品
- 『太鼓の達人ぽ〜たぶるDX』では、秋山駿がゲストでデフォルメされた状態で登場した[3]。
- 『バイナリー ドメイン』では、秋山駿がオンラインマルチプレイのDLCキャラクターとして登場した[4]。